# Лаушид
Лаушид (њем. Lauschied) општина је у њемачкој савезној држави Рајна-Палатинат. Једно је од 119 општинских средишта округа Бад Кројцнах. Према процјени из 2010. у општини је живјело 587 становника. Посједује регионалну шифру (AGS) 7133057.

## Географски и демографски подаци
Лаушид се налази у савезној држави Рајна-Палатинат у округу Бад Кројцнах. Општина се налази на надморској висини од 320 метара. Површина општине износи 4,8 km². У самом мјесту је, према процјени из 2010. године, живјело 587 становника. Просјечна густина становништва износи 123 становника/km².